# Manuscrits de la mer Morte

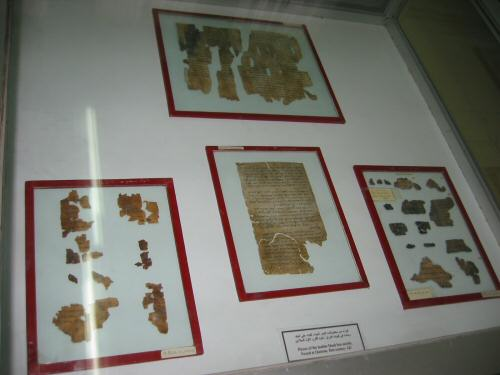
Fragments de rouleaux exposés au Musée archéologique d'Amman en Jordanie.

Les manuscrits de la mer Morte, également appelés manuscrits de Qumran, sont un ensemble de parchemins et de fragments de papyrus principalement en hébreu, mais aussi en araméen et en grec, mis au jour principalement entre 1947 et 1956 à proximité du site de Qumrân, alors en Palestine mandataire (1947-1948), puis en Cisjordanie. La découverte de ces quelque 970 manuscrits — dont il ne reste parfois que d'infimes fragments — copiés entre le IIIe siècle av. J.-C. et le Ier siècle apr. J.-C. a été faite dans douze grottes où ils avaient été entreposés. Parmi les documents découverts figurent de nombreux livres de la Bible hébraïque (proche de l'Ancien Testament des chrétiens). Antérieurs de plusieurs siècles aux plus anciens exemplaires du texte hébreu connus jusqu’alors, ces manuscrits présentent un intérêt considérable pour l'histoire de la Bible.

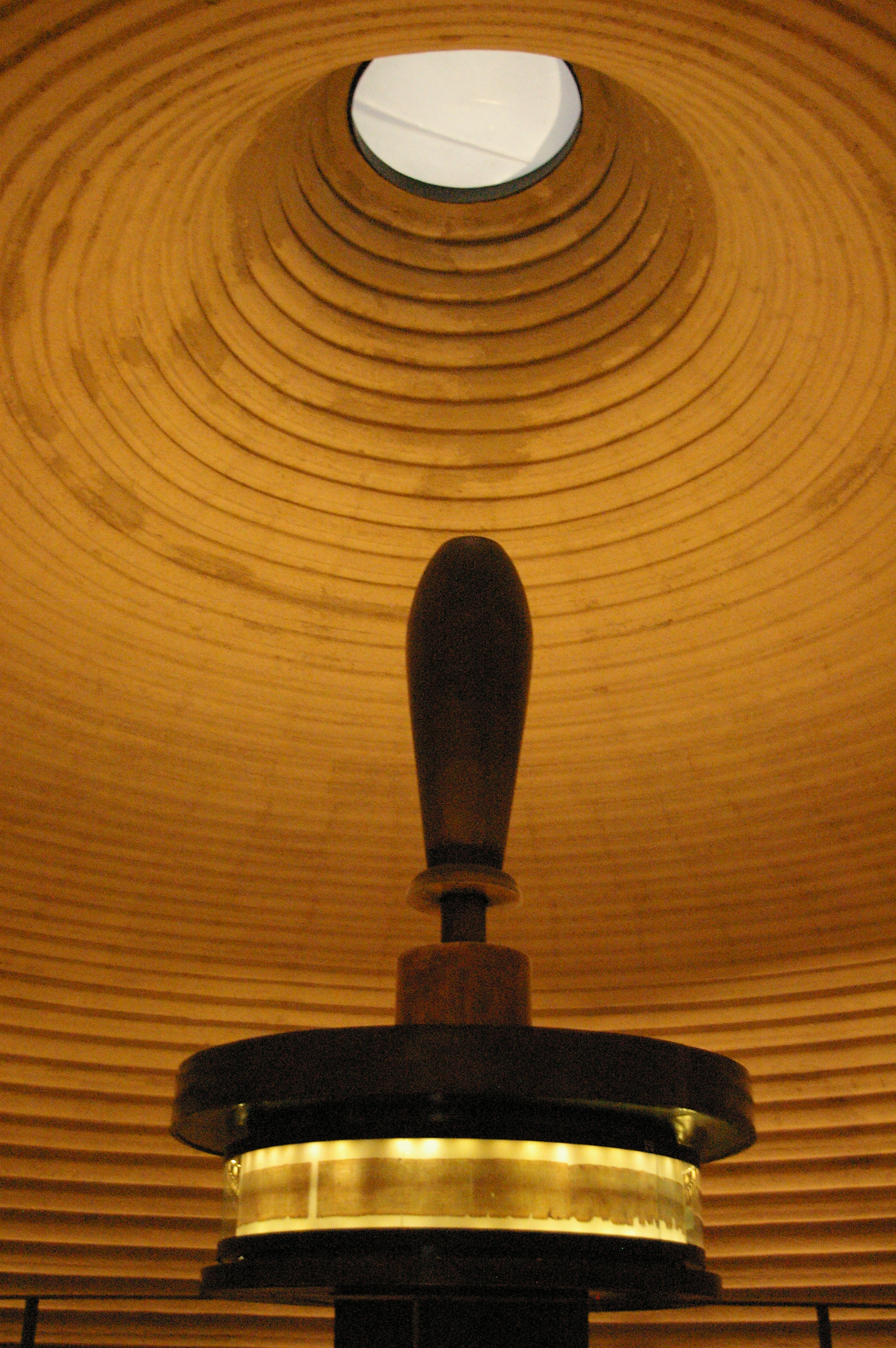
Copie du Rouleau d'Isaïe exposée au sanctuaire du Livre du musée d'Israël.

Ils ont été fréquemment attribués, mais sans preuve définitive, au groupe des Esséniens.
La découverte majeure de Qumrân est le Grand Rouleau d'Isaïe. C'est le plus ancien manuscrit hébreu complet connu d'un livre biblique : le Livre d'Isaïe. Ce rouleau est le plus emblématique des manuscrits découverts à Qumrân, car le mieux conservé. Composé de dix-sept feuillets de cuir cousus ensemble, il mesure 7,34 mètres de long. Y est transcrite en hébreu, sur cinquante-quatre colonnes, l'intégralité des soixante-six chapitres du livre d’Isaïe. Copié vers le IIe siècle av. J.-C., il faisait partie avec les autres manuscrits de la mer Morte des plus anciens textes du Tanakh (Bible hébraïque) connus, jusqu'à la découverte dans la vallée de Hinnom (Géhenne) en 1979 de deux rouleaux d'argent (Ketef Hinnom 1 et 2 aujourd’hui conservé au Musée d’Israël à Jérusalem), datant de la fin du VIIe siècle av. J.-C. et reprenant un extrait des bénédictions consignées dans le livre des Nombres, chapitre 6:24 à 6:26.

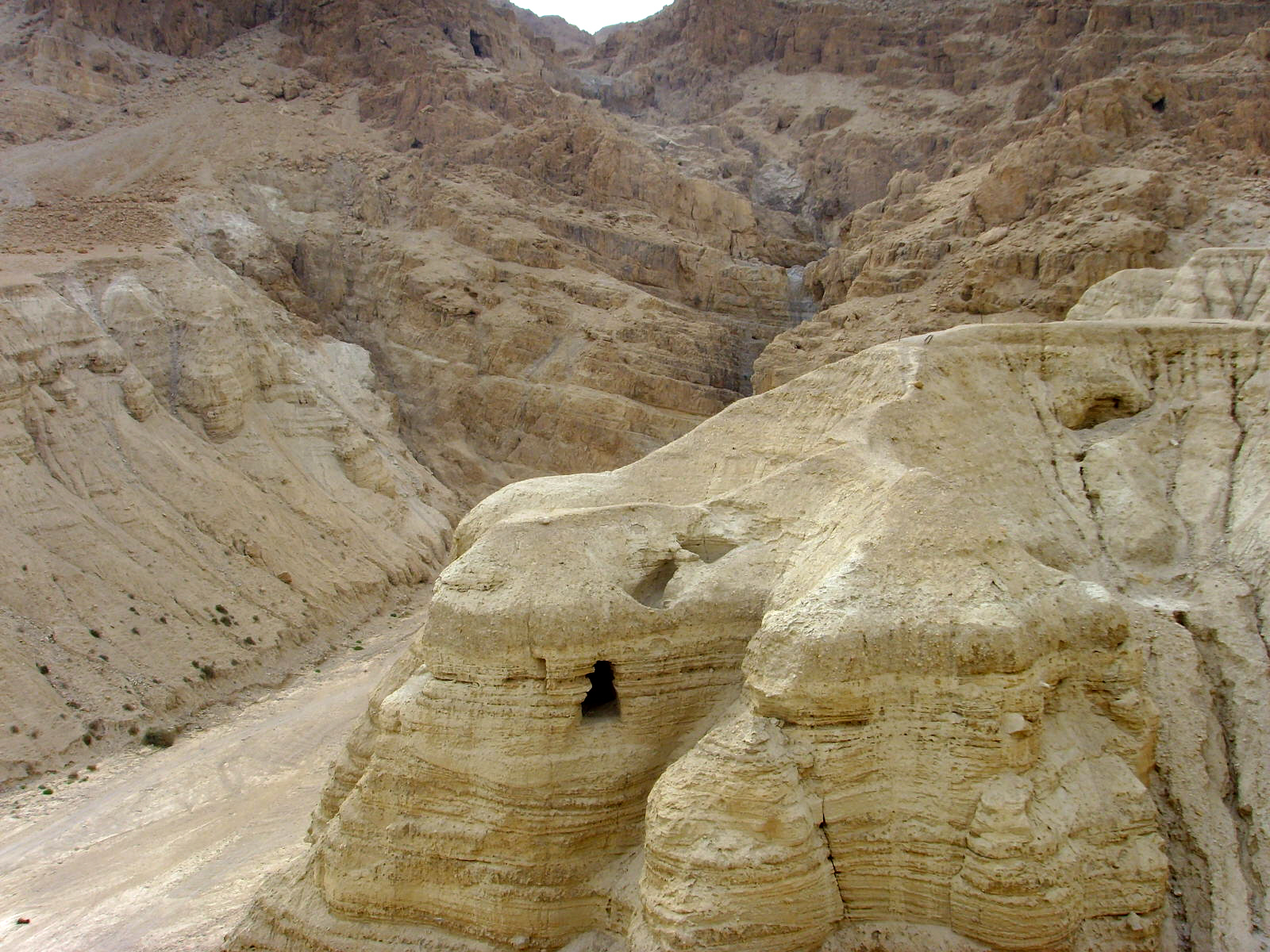
Une des grottes dans lesquelles les manuscrits ont été trouvés. La nature et l'emplacement de grottes inaccessibles près du site (pris par les Romains en 68-70) a décidé de leur choix pour les déposer.

D'autres lieux de la rive occidentale de la mer Morte ont également produit des manuscrits, entre autres Massada et Nahal Hever.

## Découverte

### Historique
La découverte de 1947 n'est en fait qu'une « redécouverte ». L'existence de grottes contenant des manuscrits bibliques et extra bibliques en hébreu et grec, parfois conservés dans des jarres, est déjà mentionnée par Origène en 225 et Timothée Ier vers 800.
De nombreuses versions existent sur les circonstances et la date (entre novembre 1946 et l'été 1947, probablement au printemps 1947) de cette trouvaille par un berger bédouin, aussi la tentation est-elle forte de considérer comme fictif, raconté à la manière d'un conte de fées, le récit pastoral de la découverte fortuite dans une grotte haut perchée, presque inaccessible et avec une ouverture arrondie ne faisant que 80 cm de large. Le berger appartient en effet à la tribu des Ta'amireh réputée pour fournir aux antiquaires de Bethléem leurs trouvailles archéologiques clandestines et pour faire visiter aux Juifs des grottes censées contenir des vieux textes bibliques et extra bibliques sur leur histoire. Il est aussi possible que ce caractère soi-disant fortuit masque le fait que cette tribu cherchait dans cette grotte une cache pour mettre à l'abri des marchandises de contrebande avec la Transjordanie. De plus, après que l'ancienneté des manuscrits a été authentifiée en décembre 1947 par l'archéologue israélien Eleazar Sukenik et en février 1948 par l'archéologue rattaché à l'American Schools of Oriental Research John C. Trever (premier chercheur avec William Brownlee, à être autorisé à les photographier et à en faire le compte rendu), la valeur de ces textes grimpe, ce qui encourage les pilleurs à exhumer des textes antiques, voire à en produire de faux (comme dans l'affaire Shapira (en) en 1883). Les tractations et achats de ces manuscrits donnent lieu à des péripéties, sources à nouveau d'histoires rocambolesques relatives à leur découverte.
La version la plus communément acceptée de cette histoire est largement fondée sur des enquêtes de John C. Trever, qui a notamment interrogé les membres de la tribu des Taamireh dans les années 1960. Selon Trever, durant le printemps 1947 un jeune pâtre bédouin de 15 ans, Muhammed edh-Dhib Hassan, parti à la recherche de l'une de ses chèvres, trouve dans une grotte de grandes jarres qui, pour la plupart, contiennent des rouleaux de cuir étonnamment bien conservés, enveloppés dans de la toile de lin. Des recherches ultérieures mettent au jour de nombreux autres documents. Les rouleaux sont en premier lieu apportés à un antiquaire de Bethléem nommé Ibrahim 'Ijha. La grotte, comme celles qui seront découvertes par la suite, est située sur les pentes désertiques de Qumrân, sur les rives nord-ouest de la mer Morte, et sont d'un accès assez difficile. Eleazar Sukenik comprend l'importance des rouleaux de la mer Morte et son fils Yigael Yadin réussit à convaincre l'État israélien d'acheter ceux qui avaient été mis en vente en 1954. De 1951 à 1956, le P. Roland de Vaux, membre de l’École biblique et archéologique française de Jérusalem, est chargé par le Département des antiquités jordaniennes de fouiller le site de Qumrân. C'est au cours de ces fouilles que sont retrouvés des centaines de manuscrits, en particulier dans la grotte 4.
« De 1947 à 1956, plusieurs dizaines d'excavations ou de grottes sont explorées dans les environs plus ou moins proches de Qumrân. Dans onze d'entre elles, on retrouva des manuscrits en nombre et en qualité variables : certains avaient été déposés dans des jarres. De ces cachettes, on retira quelques rouleaux bien conservés, mais surtout des milliers de fragments aux dimensions diverses allant de plusieurs colonnes à quelques millimètres carrés. »
En février 2017, des archéologues de l'Université Hébraïque annoncent la découverte d'une douzième grotte, contenant de nombreuses jarres toutes brisées et vidées presque entièrement de leur contenu. Le pillage semble remonter aux années 1950 car une pioche en métal de cette époque a été retrouvée sur place.

### Présentation de la découverte
La découverte des rouleaux de manuscrits près des ruines de Qumrân s'est déroulée de 1947 à 1956 dans onze grottes situées aux alentours, 870 manuscrits ont été reconstitués à partir de plusieurs dizaines de milliers de fragments. La plupart ont été écrits sur parchemin et une centaine sur papyrus. Un peu moins de 15 % sont écrits en araméen, la langue courante du pays depuis l'occupation perse. L'immense majorité est en hébreu, la langue littéraire et doctrinale que l'on disait « sainte ». De rares manuscrits sont en grec, l'idiome de la diaspora hellénique. Certains des textes hébraïques ont une écriture chiffrée qui a bien sûr été déchiffrée,. « Outre le grec, les scribes ont utilisé cinq écritures différentes : l'hébreu carré (ou judéo-araméen) — c'est la plus employée —, le paléo-hébreu, le nabatéen, le cryptique A et le cryptique B ».
À l'exception d'une douzaine, les 870 rouleaux — ou fragments de rouleaux — ont été écrits par des scribes différents.

## Datation des textes
Un travail de datation paléographique effectué par Frank Moore Cross portant sur plus de 690 manuscrits indique que 448 d'entre eux ont été copiés au Ier siècle, alors que 224 ont été copiés dans la période 150 - ca 50 av. J.-C.. Seulement 21 manuscrits ont été copiés avant 150 av. J.-C. Selon Frank Moore Cross, seulement trois manuscrits contiennent des indices qui permettent de les dater du IIIe siècle av. J.-C.. Parmi eux, un fragment d'un rouleau des livres de Samuel (4QSamuel) est peut-être le plus ancien, car il a été copié pas plus tard que 250 av. J.-C., à moins que ce ne soit 4QExode (275 - 225 av. J.-C.). Le rouleau d'Isaïe A, le plus ancien manuscrit hébreu complet connu d'un livre biblique (Livre d'Isaïe) a été confectionné au IIe siècle av. J.-C.
Ce travail de datation paléographique a été mis en tableau par Brian Webster et donne la répartition suivante :
| Période                                                              | Nombre de manuscrits |
| -------------------------------------------------------------------- | -------------------- |
| Jusqu'à la période hasmonéenne (250 - 150 av. J.-C.)                 | 21 manuscrits        |
| Hasmonéens (150 - ca 50 av. J.-C.)                                   | 224 manuscrits       |
| Transition (75 - ca 1 av. J.-C.) (Hérode le Grand (37 - 4 av. J.-C.) | 5 manuscrits         |
| Hérodiens (50 à 30 av. J.-C. - 70 apr. J.-C.)                        | 448 manuscrits       |

La période décrite dans le tableau ci-dessus est celle de la copie, la période de composition ou de rédaction de l’œuvre peut être la même ou être antérieure. Alors que la date de composition ou de rédaction des textes bibliques trouve en général facilement un consensus, les dates de première rédaction de chacun des documents que l'on peut attribuer à un mouvement qui dans les manuscrits se désigne lui-même sous le nom de Yahad, font l'objet de batailles entre les spécialistes. Il en est de même de la détermination de l'ordre chronologique d'écriture de cette catégorie de manuscrits indépendamment de leur datation absolue. Sur ces deux points, nul consensus ne se dégage, ces datations ayant une forte influence sur l'identification du groupe qui a écrit la centaine de manuscrits dits « sectaires » et qui a probablement caché ces rouleaux.
En 2019, Michael Langlois affirme que la paléographie montre que les plus anciens manuscrits dateraient du Ve siècle av. J.-C. ou du IVe siècle av. J.-C.[source secondaire souhaitée].

## Période où les manuscrits ont été cachés
Au-delà de la date de l'écriture des documents retrouvés se pose la question de la date de leur mise à l'abri. L'hypothèse la plus fréquemment émise opte pour une dissimulation pendant la Grande révolte juive, avant le contrôle de la région par l'armée romaine (68-70). Pour Daniel Stoekl Ben Ezra, historien des religions et chargé de recherche au CNRS, « l'analyse des deux tiers des manuscrits nous a permis de constater que des documents plus récents et d'autres plus anciens d'environ cinquante à soixante-dix ans ont été retrouvés ensemble, dans les mêmes grottes. […] Il est communément admis que l'ensemble des documents a été caché dans les grottes aux alentours de 68, […] au moment de la première révolte juive contre les Romains. […] Il va falloir désormais tenir compte de l'existence de […] deux bibliothèques qui, de surcroît, ont peut-être été cachées à deux moments différents. Non seulement en 68 […], mais aussi environ soixante-dix ans plus tôt ! ».

## La publication des manuscrits
« Le déchiffrement et le regroupement de la multitude de pièces sont étonnamment rapides. Commencé en 1953, le travail est achevé, pour l'essentiel, en 1960. Il en est tout autrement pour la publication : après un bon début, puis des essoufflements et des crises, il faudra attendre la fin du siècle pour disposer de la quasi-totalité des textes ».
« Les péripéties et les lenteurs qui ont émaillé ces travaux de lecture et de transcription, pendant quarante-six ans, ont été qualifiées par Geza Vermes, professeur à l'université d'Oxford, de "scandale académique du XXe siècle" ». En réalité, elles s'expliquent largement par la situation politique du Moyen-Orient et par l'obligation de respecter les conventions de Genève - La Haye, interprétées par l'Unesco, concernant la protection des biens culturels en cas de guerre et d'occupation.
« Les éditions Oxford University Press ont publié aux États-Unis les manuscrits de la mer Morte. L'ensemble forme trente-neuf volumes. Il est présenté sous le titre général de Discoveries in the Judaean Desert. L'édition est encore incomplète en mars 2013 : le dernier volume comprenant l'introduction et un index » est sorti, mais les volumes XXXII et XXVII sont toujours en préparation.
En 2017, le docteur Eshbal Ratson (de l'université de Haïfa) déchiffre un des derniers manuscrits, qui apporte de nouvelles informations sur les conflits entre la secte de Qumran et les autorités du Temple quant au calendrier : le calendrier détaillé dans le rouleau comporte une année de 364 jours donc 52 semaines exactement. Est aussi mentionnée « la fête de l’offrande du bois » qui, dans la littérature rabbinique, s’étend sur neuf jours durant l’année, et qui est observée par la secte pendant six jours à la fin de l’année. Selon le docteur Ratson, ces divergences d'avec les règles du Temple expliquent la séparation de la secte de Qumran d'avec les autorités du Temple.

## Attribution des textes
«  Les historiens du premier siècle ap. J.-C., Philon d'Alexandrie, Pline l’Ancien et surtout Flavius Josèphe, avaient relaté qu’au nord-ouest des rives de la mer Morte vivait à l’époque une communauté de cénobites appelés Esséniens, qui étaient célibataires, végétariens et qui pratiquaient un mode de vie très austère selon les prescriptions de la Torah. Or nos manuscrits ont précisément été trouvés dans ces parages de la Dépression de la Mer Morte. Cette coïncidence fit immédiatement naître la thèse […] selon laquelle l’ensemble des manuscrits de la Mer Morte provient d’une communauté essénienne qui se trouvait installée dans la région de Qumrân.

Cette communauté a caché ces manuscrits dans les grottes du voisinage à l’approche des Romains, peu avant la chute de Jérusalem en 70. Cette thèse “essénienne”, […] a, dans un premier temps, difficilement trouvé un consensus dans le monde savant. Aujourd’hui encore elle a de nombreux contradicteurs. »
C'est dès 1948, qu'un premier auteur, l'archéologue israélien Eleazar Sukenik, publie un article dans lequel il établit un lien entre les rouleaux (et leur contenu) et la secte dissidente juive que l'on appelle en grec esséniens. Certains ont aussi évoqué la possible appartenance de Jésus ou de Jean-Baptiste à cette communauté, mais sans pouvoir fournir de preuves indiscutables. Le sujet fait l'objet d'intenses débats.
Cette théorie est devenue l'interprétation la plus communément admise quant à l'origine des rouleaux.[Quand ?] Elle est considérée comme probable, mais aucune preuve formelle n'existe.[réf. souhaitée] Elle est ainsi remise en question par certains chercheurs. Pour K. H. Rengstorf, suivi par N. Golb, les manuscrits proviendraient de bibliothèques de Jérusalem (du temple de Jérusalem comme de bibliothèques privées), et auraient été mis à l’abri dans des grottes lors de l’approche des Romains, vers 70 apr. J.-C.
Selon André Paul, de nombreux chercheurs s'affranchissent aujourd'hui de la thèse essénienne et « on commence à découvrir que ces précieux documents sont aussi des sources du judaïsme rabbinique ou classique […dont] on perçoit sans mal les prémices dans la bibliothèque de Qumran : les modèles de la communauté idéale eux-mêmes supposent une existence loin du Sanctuaire central. Certains écrits font la théorie de l'éloignement du Temple centralisateur, voire de l'absence de celui-ci, cherchant même à instaurer des supplétifs symboliques ou sublimés. D'où l'importance particulière attribuée à la Loi […]. Sans le savoir, ne préparait-on pas également à Qumran l'heure où il n'y aurait plus de Temple, celle du régime du tout-Torah ».
Selon Pnina Shor, chercheuse à l’Autorité israélienne des antiquités qui y dirige le projet chargé de l’étude de ces manuscrits, une analyse a montré que « certains textes ont été écrits sur des peaux de vache et de mouton alors qu’auparavant nous estimions que tous étaient écrits sur des peaux de chèvre ». « Cela prouve que ces manuscrits ne viennent pas du désert où ils ont été retrouvés » affirme la chercheuse israélienne.

## Ruines archéologiques
Près des grottes a été retrouvé un site archéologique qui n'avait guère retenu l'attention des archéologues jusqu'à la découverte des manuscrits et dont le lien avec les manuscrits reste controversé.

## Fragments

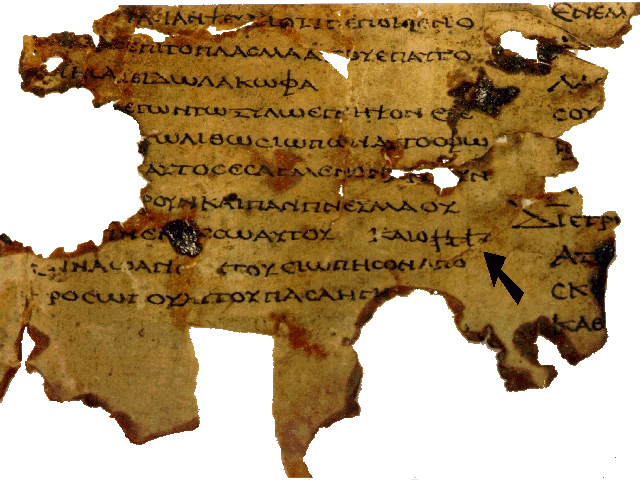
Partie inférieure de la col. 18 du Parchemin des petits prophètes grecs de Nahal Hever (8HevXII gr).

On a retrouvé 100 000 fragments, répartis en 870 manuscrits différents, dont 220 sont des textes bibliques de la Bible hébraïque. Tous les livres de celle-ci y sont représentés, sauf le Livre d'Esther.
Outre les livres de l'Ancien Testament, on trouve aussi des livres apocryphes (exclus du canon biblique par les chrétiens, mais aussi par les juifs), comme le Livre d'Enoch et le Livre des Jubilés. Presque tous sont en hébreu, quelques-uns en grec, reprenant la version de la Septante. À ces livres (canoniques ou non) se rajoutent des commentaires sur ceux-ci, ainsi que des textes propres à la communauté juive qui vivait à Qumrân, comme le Rouleau du Temple et le Manuel de discipline (Règle de la communauté ou Règle de la commune selon une autre traduction).
Enfin, la grotte 7 contient des fragments écrits en grec. Les textes auxquels ils se rattachent font l'objet de discussions entre les spécialistes,,,.
Ces fragments ont été éparpillés à travers le monde et sont conservés dans différentes institutions. Ceux qui se trouvent à Paris ou à Londres y ont été envoyés par le père Roland de Vaux. Ils constituent une part non négligeable de l'ensemble.
Depuis les années 1990, de nombreux fragments sont apparus sur le marché noir, l'augmentation des prix justifiant leur mise en vente. Des collectionneurs privés (notamment le musée de la Bible (en) à Washington) ont ainsi payé des millions pour obtenir ces fragments dont un grand nombre sont des contrefaçons auxquelles certains spécialistes ont apporté leur caution scientifique.
Livres triés selon le nombre de manuscrits trouvés (16 premiers)
| Livres            | Nombre de manuscrits |
| ----------------- | -------------------- |
| Livre des Psaumes | 39                   |
| Deutéronome       | 33                   |
| Hénoch 1          | 25                   |
| Genèse            | 24                   |
| Isaïe             | 22                   |
| Jubilés           | 21                   |
| Exode             | 18                   |
| Lévitique         | 17                   |
| Nombres           | 11                   |
| Petits prophètes  | 10                   |
| Daniel            | 8                    |
| Jérémie           | 6                    |
| Ezéchiel          | 6                    |
| Job               | 6                    |
| Samuel 1 & 2      | 4                    |

### Grotte 1
À la fin de janvier 1949, le capitaine Philippe Lippens, observateur belge des Nations unies, stationné à Jérusalem, identifie cette grotte d'où ont été extraits les premiers manuscrits.
Les fouilles archéologiques de la grotte sont menées entre le 15 février et le 5 mars 1949 par le directeur anglais du Service des Antiquités de Jordanie Gerald Lankester Harding, le directeur de l’École biblique et archéologique française de Jérusalem Roland de Vaux, et l'archéologue palestinien représentant le musée archéologique de Palestine Ibrahim El-Assouli, qui la baptisent grotte 1 de Qumrân (1Q). Pas moins de 600 fragments étaient rassemblés, ainsi que des morceaux de bois, de vêtements et des éclats de poteries.

### Grotte 2
Trois ans plus tard, en 1952, les bédouins découvrent non loin de là la grotte 2, moins monumentale ; de nombreux fragments y sont cependant découverts et vendus au musée archéologique d'Israël et à l'école biblique et archéologique française de Jérusalem.

### Grotte 3
Le 14 mars de la même année, une troisième grotte est découverte, qui contient le plus mystérieux des manuscrits, le rouleau de cuivre.

### Grotte 4

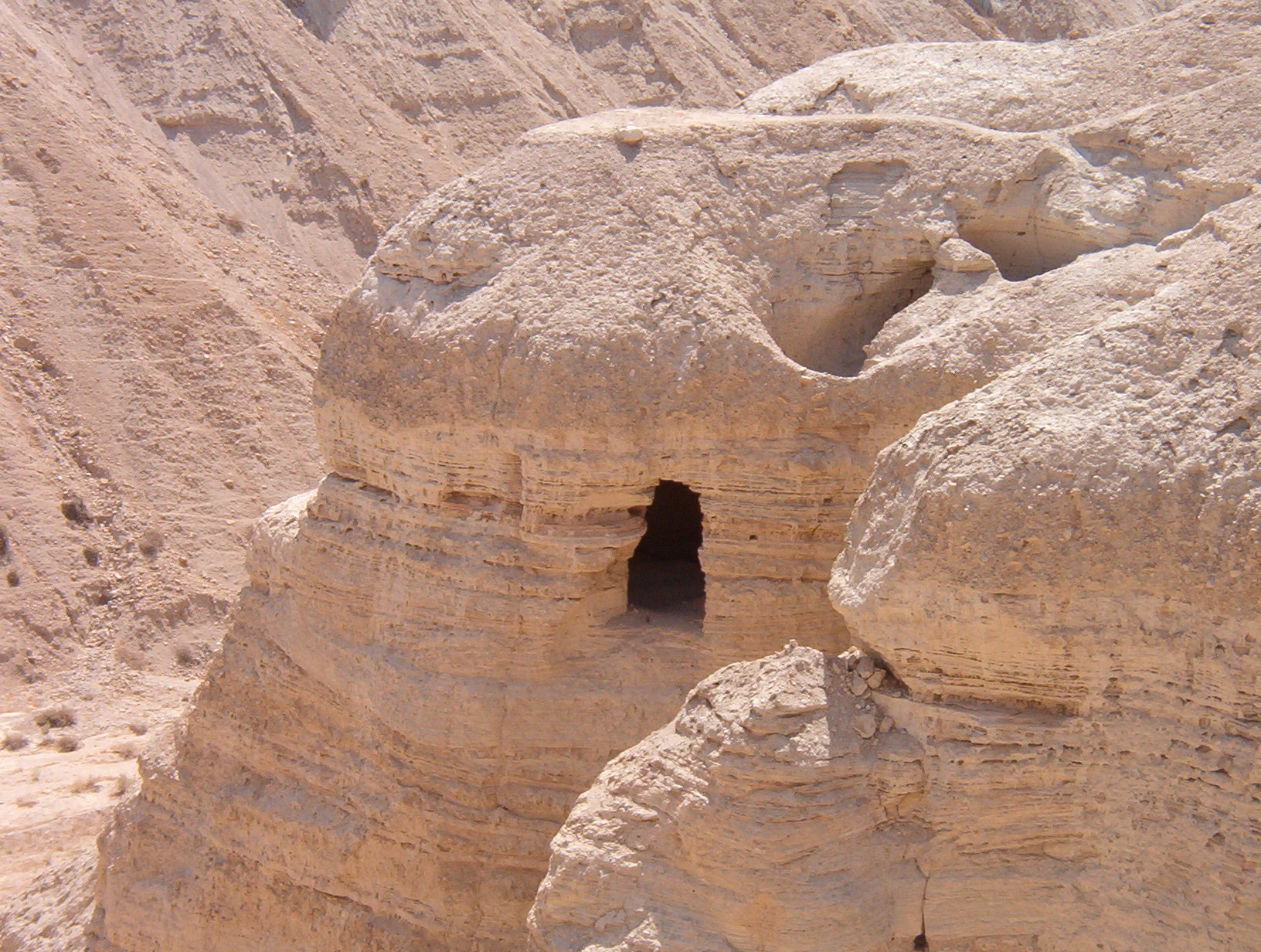
Entrée de la grotte 4 à Qumrân.

Elle est découverte en 1952 par le père Roland de Vaux, directeur de l’école biblique et archéologique française de Jérusalem. Elle est proche du site archéologique et c'est dans cette grotte que sont mis au jour le plus grand nombre de manuscrits.

## Conservation

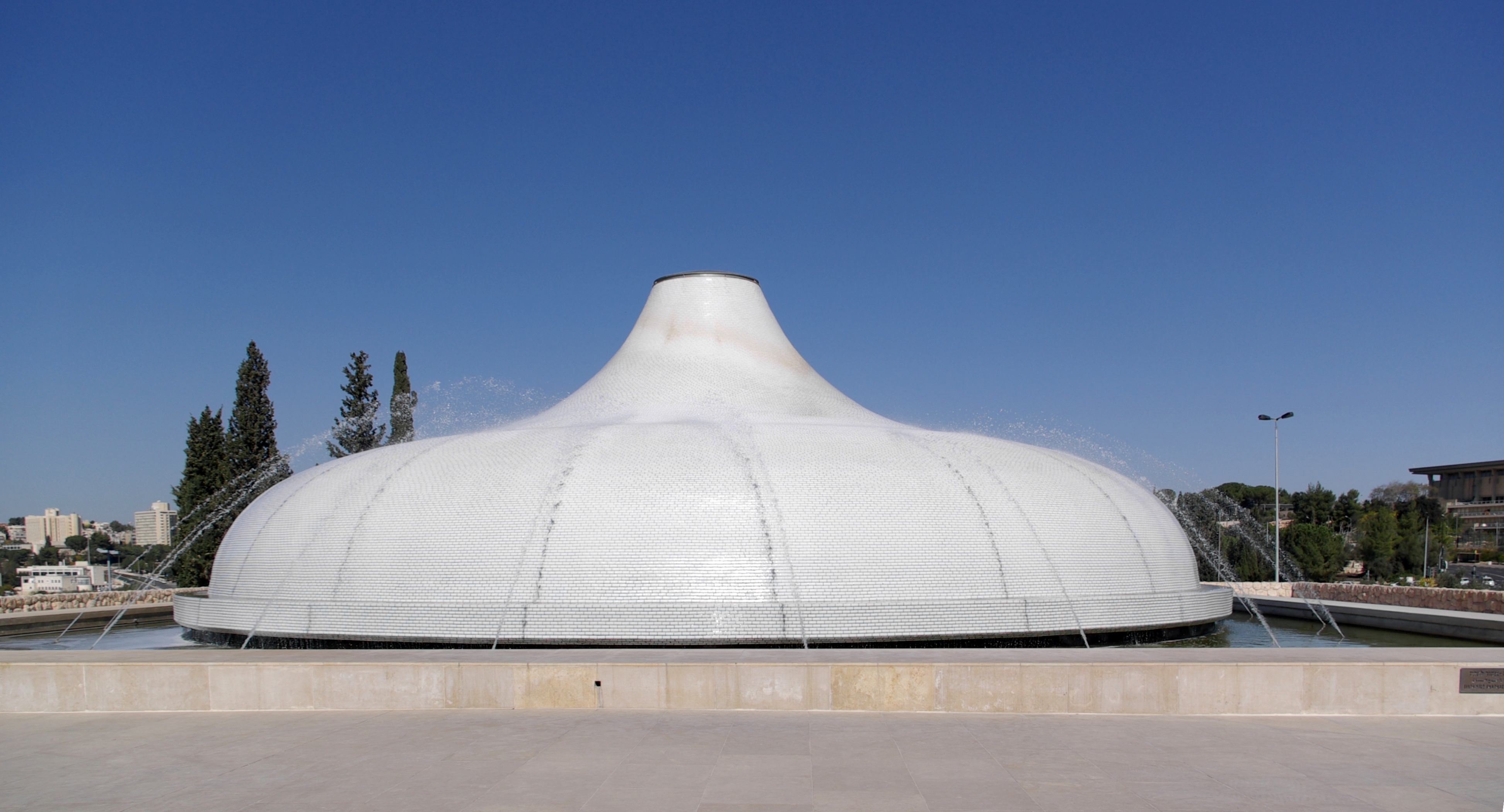
Le Sanctuaire du Livre à Jérusalem.

Une aile souterraine du musée d'Israël conserve les plus précieux manuscrits de l'Histoire du peuple juif. Ceux qui ont été découverts après-guerre à Qumrân. Israël ne revendique pas officiellement la propriété des manuscrits, qui reste celle du Royaume de Jordanie, puisqu'ils ont été découverts sur un territoire qui appartenait à ce pays.
Le Sanctuaire du Livre abrite, au sein du musée d'Israël, la majorité des quelque neuf cents manuscrits mis au jour à Qumrân entre 1947 et 1956, à l'exception de ceux qui sont conservés à Amman, en Jordanie. Son dôme en céramique blanche rappelle le couvercle des jarres dans lesquelles les manuscrits furent découverts. Au centre de la salle, un fac-similé du Grand Rouleau d'Isaïe est déployé sur une reproduction géante du montant en bois autour duquel est traditionnellement enroulé le Sefer Torah. C'est le trésor d'un musée qui conserve pourtant des richesses inouïes.

### Sources bibliographiques
Cette section ne s'appuie pas, ou pas assez, sur des sources secondaires ou tertiaires indépendantes du sujet. Le texte peut contenir des analyses inexactes ou inédites de sources primaires.
Pour l'améliorer, ajoutez-en, ou placez des modèles {{Source secondaire souhaitée}} ou {{Source secondaire nécessaire}} sur les passages mal sourcés. (novembre 2021)
Les sources bibliographiques sur les manuscrits et leur interprétation sont extrêmement nombreuses.
Voici divers auteurs et chercheurs (Français, Anglais, Israéliens) de tout premier ordre[réf. nécessaire], par ordre alphabétique.
- John Marco Allegro

Le Professeur John Marco Allegro, de l'Université de Manchester, philologue et membre de la première équipe du Père R. de Vaux. Il est l'un des seuls universitaires « non religieux » à avoir participé aux premières campagnes de traduction et de transcription des manuscrits.
À la suite des recherches effectuées à Qumrân, J. M. Allegro publie en 1970 The Sacred Mushroom and the Cross, ouvrage qui suscita une polémique dont il ne sortira pas indemne.
- Katell Berthelot

Chargée de recherche au CNRS au Centre Paul-Albert-Février d'Aix-en-Provence, historienne du judaïsme ancien, Katell Berthelot travaille au Centre de recherche français à Jérusalem (CRFJ), en Israël. Médaille de bronze CNRS en 2007 et lauréate du prix Irène-Joliot-Curie 2008, ayant fait un doctorat sur « Israël et l'humanité dans la pensée juive à l'époque hellénistique et romaine », Katell Berthelot codirige avec Thierry Legrand la Bibliothèque de Qumrân (éditions du Cerf), édition bilingue de l'intégralité des Manuscrits de la mer morte initiée par André Paul, destinée à un public francophone, dont deux volumes sont déjà parus.
Bibliographie : Le monothéisme peut-il être humaniste ?, Paris, Fayard, 2006 (Les Dieux dans la Cité)
- Millar Burrows

Millar Burrows est directeur de l’École américaine de Recherches orientales à Jérusalem lors de la découverte des manuscrits. Il publie le récit et sa controverse dans : Les manuscrits de la mer Morte, traduit de l'américain en 1957, éditions Robert Laffont, Paris.
- Jean Carmignac (1914-1986)

Jean Carmignac est un des premiers à participer à la publication des manuscrits en français, fondateur de la Revue de Qumrân en 1958 (Éd. Gabalda, Paris).
- Henri de Contenson

Henri de Contenson est directeur de Recherche au CNRS. Il a participé aux fouilles de Qumrân conduisant à la découverte du rouleau de cuivre de la grotte Q3.
- André Dupont-Sommer

Professeur à la Sorbonne, secrétaire perpétuel de l'Académie des inscriptions et belles-lettres, l'un des plus grands spécialistes des langues sémitiques et de la Bible, André Dupont-Sommer est l'un des premiers à créditer la thèse de l'essénisme de Qumrân.
Il publie de nombreux ouvrages, dont le célèbre Les Écrits esséniens découverts près de la mer Morte en 1959.
- Ernest-Marie Laperrousaz

Professeur honoraire à la section des sciences religieuses de l'École pratique des hautes études, Ernest-Marie Laperrousaz est un ancien pensionnaire de l'école biblique et archéologique française de Jérusalem ; à ce titre, il a participé aux fouilles de Massada et de Qumrân et il est considéré comme l'un des grands spécialistes des Manuscrits de Qumrân.
Qoumrân et les manuscrits de la mer Morte. Un cinquantenaire, Paris, Cerf, 459 p. (1997-2000)
Bibliographie
- Thierry Legrand

Professeur d'histoire des religions à la Faculté de théologie protestante de l'Université de Strasbourg, ancien élève Titulaire à l'École Pratique des Hautes Études Ve section (Paris), diplômé de l’Ecole des Langues Orientales Anciennes (Paris), Thierry Legrand a fait son doctorat en histoire des religions sur « Le Siracide. Problèmes textuels et théologiques de la recension longue ». Thierry Legrand codirige avec Katell Berthelot la Bibliothèque de Qumrân (éditions du Cerf), édition bilingue de l'intégralité des Manuscrits de la mer Morte, destinée à un public francophone, dont trois volumes sont déjà parus. Le projet est de présenter les manuscrits en fonction de leur rapport avec les textes de la Bible hébraïque, en analysant notamment ce rapport.
Bibliographie
Jean Duhaime, Thierry Legrand, Les Rouleaux de la mer Morte, Paris, Éditions du Cerf, 2010 (Cahiers Évangile, Supplément 152), 161 p.
F. Boespflug, Th. Legrand et A.-L. Zwilling, Religions, les mots pour en parler. Notions fondamentales en Histoire des religions, Montrouge / Genève, Bayard / Labor et Fides, 2014, 396 pages.
- Joseph (Jozef Tadeusz) Milik [1922-2006]

Joseph Milik, jeune collaborateur du père Roland de Vaux, il a fait sa carrière au CNRS. Pionnier du déchiffrement de la cursive araméenne, il a formé de nombreux spécialistes.
Milik est un prêtre catholique originaire de Pologne et archéologue, spécialiste de la Bible. Il parle plusieurs langues dont le polonais, le russe, l'italien, le français, l'allemand, l'anglais, et de nombreuses langues mortes. Il a traduit et publié les écrits de Qumran en collaboration avec Dominique Barthélemy, Roland de Vaux et d’autres. Il a travaillé comme chercheur au Centre national de la recherche scientifique - CNRS jusqu'à sa retraite en 1987.
1944 – Université catholique de Lublin et apprentissage des langues hébreu, grec, latin, araméen et syriaque.
1946 – ordonné prêtre, Varsovie.
Fin 1940 – rejoint l'Institut pontifical oriental et l'Institut biblique pontifical et apprentissage des langues arabe, géorgien, ougaritique, akkadien, sumérien, égyptien et hittite.
1957 – publie Dix ans de découvertes dans le désert de Juda.
1969 – quitte la prêtrise et déménage à Paris.
1976 – publie Les livres d'Hénoch.
- André Paul

André Paul est un historien, théologien et exégète français spécialiste de la Bible et du judaïsme ancien et rabbinique.
André Paul, Les manuscrits de la mer Morte, Paris, Bayard, 1997.
- Émile Puech

Émile Puech est directeur de Recherche au CNRS, directeur de la Revue de Qumrân, Gabalda (Paris), éditeur du lot de manuscrits hébreux, araméens et nabatéens inédits, membre fondateur de l'International Organization for the Qumran Studies, membre du Editorial Board des Dead Sea Discoveries, Brill, Leiden, consultant pour le projet de l'Encyclopedia of the Dead Sea Scrolls, New York, professeur à l'École biblique et archéologique française de Jérusalem, chercheur de l'Institut d'Études sémitiques, Collège de France, Paris, directeur de Recherche Laboratoire d'Études sémitiques anciennes, Collège de France, Paris.
Biographie-Bibliographie
- La croyance des Esséniens en la vie future : Immortalité, résurrection, vie éternelle ? Histoire d'une croyance dans le Judaïsme ancien.

Tome I - La résurrection des morts et le contexte scripturaire.
Tome II - Les données qumrâniennes et classiques. Préface M. André Caquot, Membre de l'Institut, Professeur au Collège de France. Études Bibliques N.S. numéros 21-22, 984 pp. Paris, 1993.
- Qumrân Grotte 4. XVIII. Manuscrits hébreux (4Q521-528, 4Q576-579), Discoveries in the Judaean Desert XXV, Oxford, 1998, XVIII- 230, XV Planches et 2 figures.
- Qumrân Grotte 4. XXII. Textes araméens. Première partie (4Q529 - 4Q549), Discoveries in the Judaean Desert XXXI, Oxford, 2001, XVIII- 440, XXII Planches.

- Lawrence Schiffman

Lawrence Schiffman est professeur à la New York University’s au département des études hébraïques et juives. Il est un spécialiste des Manuscrits de la Mer Morte, du judaïsme dans l'antiquité tardive, de l'histoire de la loi juive et de la littérature talmudique. Il a joué un rôle majeur dans la publication des Manuscrits de la Mer Morte. Il a démontré que les Manuscrits de la Mer Morte étaient des écrits juifs. Il a été l'éditeur en chef de la Oxford Encyclopedia of the Dead Sea Scrolls. Il a aussi été l'éditeur du journal Dead Sea Discoveries durant dix ans. Il est présentement l'éditeur en chef du Center for Online Judaic Studies à New York.
- Emanuel Tov

Emanuel Tov est professeur à l'Université Hébraïque de Jérusalem, il a dirigé à partir de 1991 l'édition des rouleaux de la mer Morte et entouré d'une centaine de chercheurs, il en a achevé la publication en 2001.
L'intégralité des manuscrits est ainsi disponible en librairie, en 39 volumes publiés par les éditions Oxford University Press, sous l'intitulé général Discoveries in the Judaean Desert.
- Roland de Vaux

Le Père Roland de Vaux, dominicain de l'École biblique et archéologique française de Jérusalem, était à la fois exégète de l'Ancien Testament et archéologue de terrain. Il découvre la grotte n° 4 en 1952.
- Michael Wise, Martin Abegg, Jr, Edward Cook

Les Manuscrits de la Mer Morte, Éditions Plon, 2001 (de l’anglais The Dead Sea Scrolls : A New Translation). Traduit en français par Israël Fortunato (professeur à l’École Supérieure d'Interprètes et de Traducteurs - Université Sorbonne, Fr). Traduction intégrale des anciens rouleaux, avec des textes encore jamais publiés, et comportant les plus récentes découvertes).
Michael O. Wise, Ph.D., Professeur d’hébreu biblique et anciennes langues - Université du Minnesota, USA ; Pasteur de Evangelical Free Church.
Martin G. Abegg, Ph.D., professeur d’études religieuses à la retraite – Université Trinity Western, Canada; ancien professeur à Grace Theological Seminary - Winona Lake.
Edward M. Cook, Ph.D., professeur associé de langues sémitiques, et Chaise départementale en sémitique et langues égyptiennes et littératures - Catholic University of America.
1986-1987 – Instructeur à Fuller Theological Seminary.
1988-1997 – Recherchiste associé au Lexique araméen, Hebrew Union College.
2002-présent – Consultant en langage, Oaktree Software.